# Max Peters (Landrat)
Max Peters (* 30. Juni 1878 in Seesen, Provinz Hannover; † 23. April 1934 in Dortmund, Provinz Westfalen) war ein deutscher Verwaltungsjurist.

## Leben
Peters studierte an der Georg-August-Universität Göttingen Rechtswissenschaft und wurde 1898 im Corps Bremensia recipert. Er wurde zum Dr. iur. promoviert. Als Regierungsassessor wurde er 1913 als Landrat im Kreis Lyck bestellt. Beim Einmarsch der  Kaiserlich Russischen Armee in Ostpreußen im August 1914 geriet er in Kriegsgefangenschaft. Für die Deutschnationale Volkspartei vertrat er ab 1919  Allenstein, ab 1925 den Kreis Lyck im Ostpreußischen Provinziallandtag. Als Landrat in  Lyck wurde er am 1. Juli 1929 in den Ruhestand versetzt.